# Popsie
Popsie var et svensk popband, som blev dannet i 1992 og bestod af Cecilia Lind, Zandra Pettersson, Angelica Sanchez og Katarina Sundqvist. I 1997-98 havde de en stor fremgang på de svenske hitlister med singlerne "Single", "Joyful Life", "Latin Lover", "Rough Enough" og "24 Seven". I 1998 udgav gruppen et album, Popsie, og blev så opløst året efter.

## Diskografi
Singler
| Titel          | År   | Højeste hitlistepolcering | Højeste hitlistepolcering | Højeste hitlistepolcering | Højeste hitlistepolcering | Album  |
| Titel          | År   | SWE                       | AUS                       | NLD                       | NZ                        | Album  |
| -------------- | ---- | ------------------------- | ------------------------- | ------------------------- | ------------------------- | ------ |
| "Latin Lover"  | 1997 | 19                        | —                         | —                         | —                         | Popsie |
| "Single"       | 1997 | 14                        | 69                        | 80                        | 5                         | Popsie |
| "Joyful Life"  | 1998 | 3                         | —                         | —                         | —                         | Popsie |
| "Rough Enough" | 1998 | 11                        | —                         | —                         | —                         | Popsie |
| "24Seven"      | 1998 | 20                        | —                         | —                         | —                         | Popsie |